# Perkinsville
Perkinsville – wieś w Anglii, w hrabstwie Durham. Leży 12 km na północ od miasta Durham i 387 km na północ od Londynu.